# Peugeot Type 64
La Peugeot Type 64 est un modèle d'automobile Peugeot de 1904 de l'époque du fondateur de la marque Armand Peugeot. C'est l'un des premiers camions motorisés équipés de pneus Michelin.